# The Brick Testament
The Brick Testament är en webbplats som illustrerar bibliska berättelser genom att bygga och fotografera Lego-installationer. Mannen bakom sidan är Brendan Powell Smith vars mål är att illustrera hela bibeln i Lego. På sidan finns en sökmotor där besökaren kan söka efter bibelverser för att se Powell Smiths Lego-diorama. Eftersom delar av bibeln har ett "vuxet" innehåll gestaltas vissa av Lego-modeller nakna eller ägnar sig åt sexuellt eller våldsamt beteende.